# Verkhneye
Verkhneye är en sjö i Antarktis. Den ligger i Östantarktis. Australien gör anspråk på området. Verkhneye ligger 51 meter över havet. Arean är 0,17 kvadratkilometer. Den sträcker sig 1,9 kilometer i nord-sydlig riktning, och 0,4 kilometer i öst-västlig riktning.